# Supraeșantionarea și subeșantionarea în analiza datelor
Supraeșantionarea și subeșantionarea în analiza datelor sunt tehnici folosite pentru a ajusta distribuția pe clase a unui set de date (adică raportul dintre diferitele clase/categorii reprezentate).
Supraeșantionarea și subeșantionarea sunt tehnici opuse și numai aproximativ echivalente. Ambele implică folosirea unei părtiniri pentru a selecta mai multe eșantioane dintr-o anumită clasă decât dintr-alta.